# FN Five-seveN
Le FN Five-seveN est un pistolet semi-automatique simple action ou double action de conception belge fabriqué par la FN Herstal. Il est chambré pour une munition très particulière puisqu'il s'agit de celle utilisée dans le P90 dont il est l'arme secondaire toute désignée. 
La munition, 5,7 × 28 mm est conçue comme une version miniature du 5,56 mm OTAN, bien moins puissante elle permet toutefois de passer au travers des protections balistiques individuelles de classe 3A.
Le Five-seveN est construit autour d'une carcasse en polymère, d'une glissière en acier recouverte d'un capot en polymère et possède un rail (simple pour les premières générations et picatinny pour les générations suivantes) sous le canon permettant d'installer des accessoires tels qu'une torche ou un viseur laser.  
Le faible calibre de la munition ainsi que son faible recul permettent au Five-seveN d'être particulièrement léger et de rester facilement contrôlable tout en proposant un chargeur de 20 coups.  
En revanche le calibre réduit de sa munition induit un pouvoir vulnérant inférieur à celui d'un pistolet de combat conventionnel (Voir 5,7 × 28 mm).

## Versions
Les premières générations du pistolet FN Five-seveN avaient un pontet arrondi afin de permettre l'utilisation avec des gants, ces premières générations aujourd'hui abandonnées étaient disponibles en versions : 
- le Five-seveN fonctionnant en double action, il était destiné à un usage militaire comme arme secondaire. La force aérienne belge les avait mis en service comme arme de défense de ses pilotes. Cette version est aujourd'hui retirée du service.

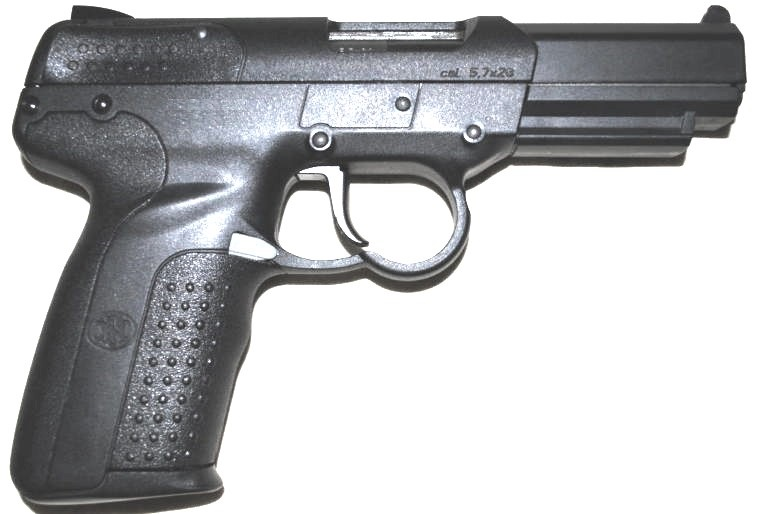

- le Five-seveN Tactical fonctionnant uniquement en simple action est destiné à la police et aux unités spéciales. cette version n'était pas ambidextre.

Les générations suivantes du pistolet FN Five-seveN ont un pontet plus classique et existent uniquement en simple action, leurs différentes versions sont des évolutions dans le temps  :
- le Five-seveN Tactical 2004 — sa première appellation — renommé ensuite MK1.  Un levier de sûreté est situé au-dessus de la détente. Cette sécurité est ambidextre (elle est identique de chaque côté de l'arme). Cette version en simple action a été conçue à la demande du Secret Service américain. Quelques évolutions des accessoires des Five-seveN ont eu lieu depuis les premiers modèles, mais l'arme reste dans l'ensemble la même avec une mécanique identique. Certaines séries de modifications ont été regroupées dans des versions proposées à la vente sur le territoire américain : 
  - le Five-seveN IOM (Individual Officer Model), un Five-seveN Tactical doté d'un ensemble d'accessoires rendant l'arme plus ergonomique : sécurité ambidextre d'une forme nouvelle (avec reliefs de position pour repérage tactile), rainures à l'avant du pontet, caoutchoucs à rayures obliques à l'arrière de la glissière au lieu de ceux à points antidérapants « grips » des premiers Five-seveN. L'IOM est aussi doté d'un rail à crans au standard Picatinny (MIL-STD-1913), d'une nouvelle hausse ajustable combinée à un guidon de plus grande dimension, le tout dans une finition noire au lieu du gris mat précédent.
  - le Five-seveN USG (United States Government) : version « définitive » du Tactical pour le US Secret Service. Il reprend les caractéristiques de l'IOM avec un pontet droit, un verrou de chargeur plus large et de nouveaux revêtements adhérents sur la crosse font leur apparition.
- le Five-seveN Tactical MK2 est la version adoptée en 2012 par les forces armées belges afin de remplacer ses FN GP 9mm. Son prix unitaire était de 1 009 € pour ce contrat avec l'État belge[1].

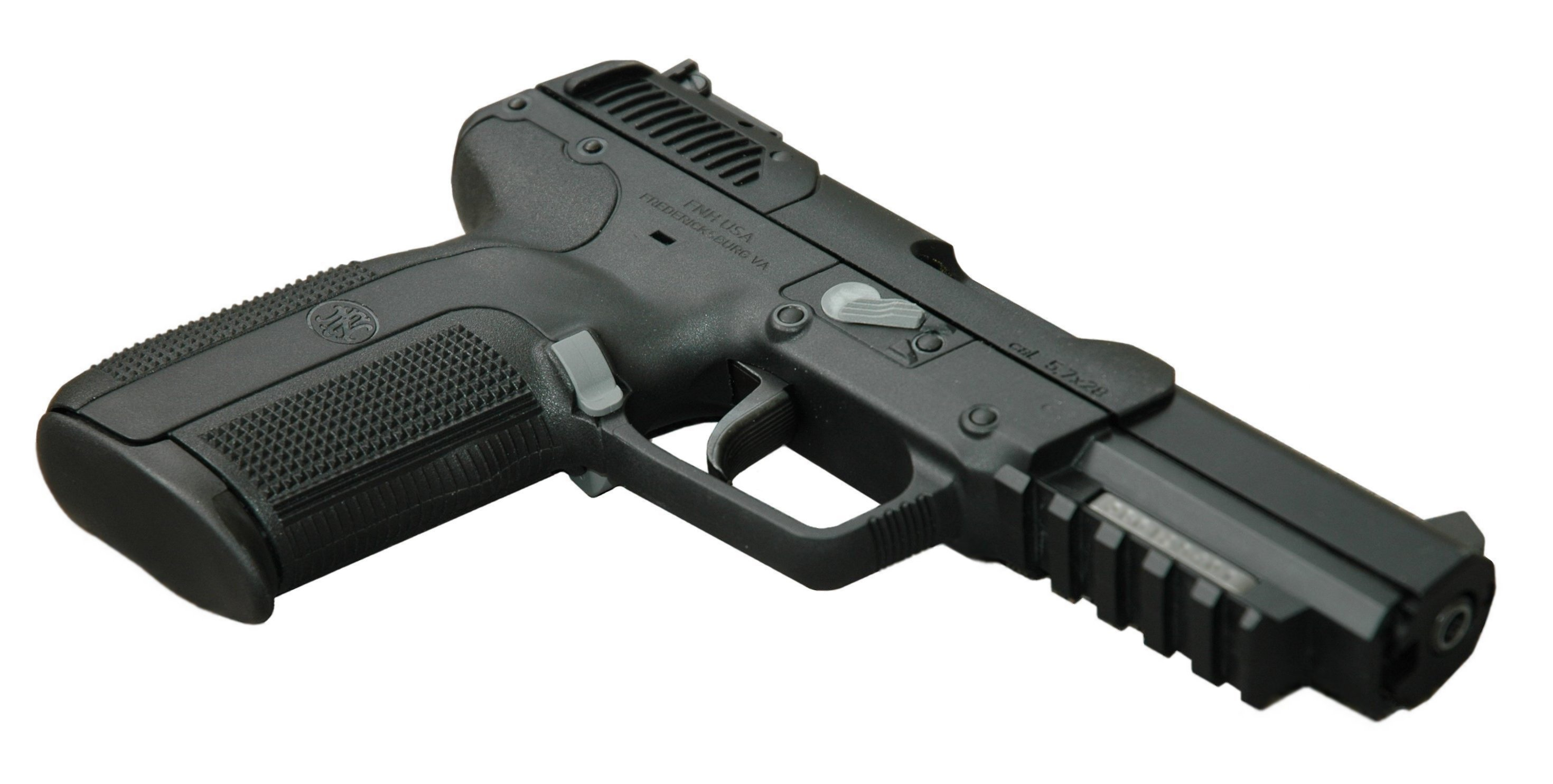
FN Five-seveN

- le Five-seveN Tactical MK3 [2] est la dernière version présentée au public au salon Eurosatory 2022[3]. Cette version est compatible avec les principaux mini viseurs à point rouge disponibles. Lorsqu'aucun viseur n'est monté, un capot le remplace. FN Five-seveN FN Five-seveN avec un chargeur vide de 20 cartouches

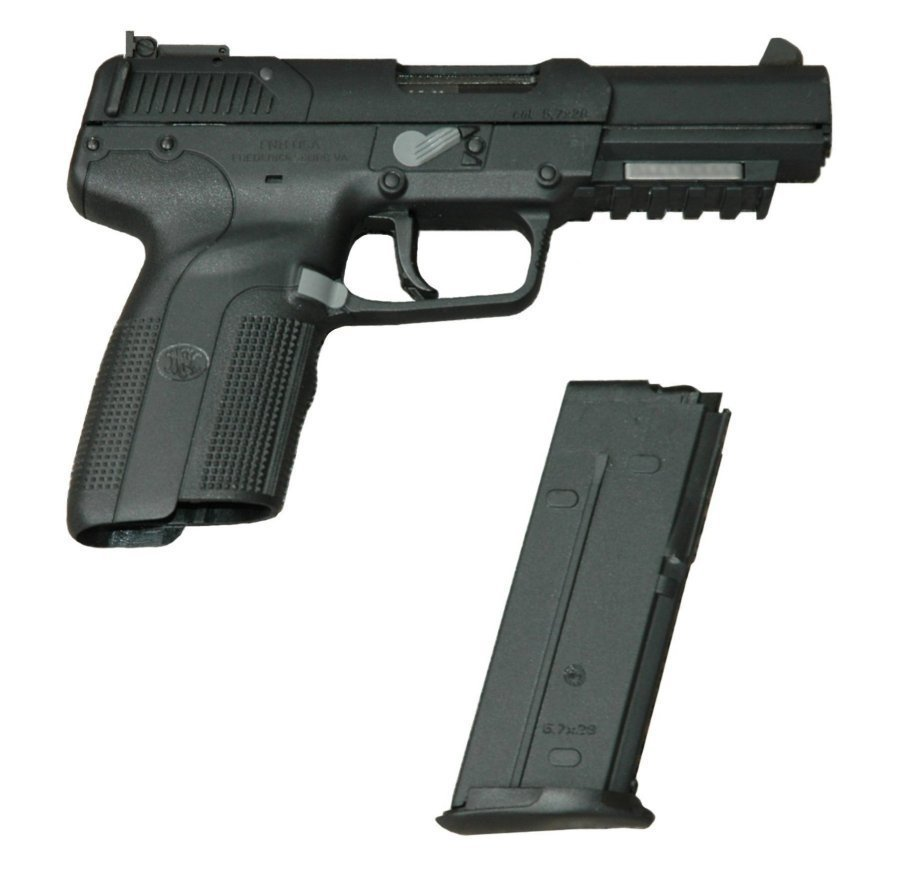
FN Five-seveN avec un chargeur vide de 20 cartouches

## Spécifications
|                              | Five-seveN | Five-seveN Tactical |
| ---------------------------- | --- | --- |
| Calibre                      | 5,7 mm FN Herstal type SS190 (5,7 × 28 mm)                                                                                   | 5,7 mm FN Herstal type SS190 (5,7 × 28 mm)                                                                                   |
| Fonctionnement               | Par recul (culasse non verrouillée type blowback retardé)                                                                    | Par recul (culasse non verrouillée type blowback retardé)                                                                    |
| Mécanisme de détente         | Double action | Simple action |
| Sûretés automatiques         | Sécurité de percuteur empêchant tout départ accidentel Indicateur d'armement sur la partie supérieure gauche de la glissière | Sécurité de percuteur empêchant tout départ accidentel Indicateur d'armement sur la partie supérieure gauche de la glissière |
| Sûreté manuelle              | (aucune) | oui (bloque la détente) |
| Longueur de l'arme           | 208 mm | 208 mm |
| Longueur du canon            | 122,5 mm | 122,5 mm |
| Rayures                      | 8, droitières, au pas de 9 pouces                                                                                            | 8, droitières, au pas de 9 pouces                                                                                            |
| Vitesse initiale de la balle | SS190 / L191 (traçante) : 650 m/s T194 (entraînement) : 640 m/s SB193 (subsonique) : 305 m/s                                 | SS190 / L191 (traçante) : 650 m/s T194 (entraînement) : 640 m/s SB193 (subsonique) : 305 m/s                                 |
| Poids de détente             | 4,5 à 6,5 daN (5 kg) | 2 à 3 daN (2,5 kg) |
| Poids (chargeur vide)        | 618 g | 630 g |
| Poids (chargeur plein)       | 744 g | 756 g |
| Durée de vie                 | Plus de 20 000 tirs | Plus de 20 000 tirs |
| Capacité du chargeur         | 20 cartouches (ou modèle limité à 10 cartouches)                                                                             | 20 cartouches (ou modèle limité à 10 cartouches)                                                                             |
| Portée effective maximale    | 50 m | 50 m |

## Controverse
Il est notamment réputé pour être l'une des armes préférées des cartels de la drogue au Mexique où il est connu sous l'appellation de "mata policia" ou "tueur de flics" en français. Le narcotrafiquant Jose Rodrigo Aréchiga Gamboa alias "El chino antrax" possédait un pistolet 5.7 dont il postait régulièrement des photographies sur les réseaux sociaux et dont on disait que, parmi son vaste arsenal, "le mata policia" était son arme favorite. "El Chino" a d'ailleurs légué l'appellation "5.7" au groupe criminel "Los Antrax", bras armé du cartel de Sinaloa, dont il est l'un des deux fondateurs. Cette arme est aussi l'une des pierres angulaires ainsi qu'une référence récurrente du genre musical narcocorrido, par son affiliation à "Chino Antrax" et son groupe criminel dont il s'est rendu indissociable dans la narco-culture.
L'arme a été utilisée lors de la fusillade de Fort Hood. Aux États-Unis également, le Five-seveN est surnommé le « tueur de policiers », et les syndicats de policiers souhaitent son interdiction.

## Pays utilisateurs
- Belgique : 12 064 pistolets commandés en 2014, arme primaire de la police militaire[5]
- États-Unis : utilisé par le United States Secret Service[6]
- Grèce : utilisé par les forces spéciales[7]
- Indonésie : utilisé par l'Kopassus

## Médias
- Kirito utilise cette arme comme arme de substitution dans Sword Art Online (Arc Phantom Bullet).
- Il apparaît et est la base de l'enquête de l'épisode 20 de la saison 12 "Le bon samaritain" de la série NCIS.
- il apparait dans la série Major Crimes, saison 4 épisode 8
- Il apparaît dans la série "The 100", dans les mains de Bellamy. Il est équipé d'un pointeur laser.
- Il est utilisé par un caïd de la drogue dans le film Sicario, de Denis Villeneuve.

## Jeux Vidéo
- Il est utilisé dans les jeux Counter Strike, premier du nom, Counter Strike: Global Offensive et Counter Strike: Source comme arme exclusive aux anti-terroristes.
- Il est l'arme de poing principale de Sam Fisher dans la série Splinter Cell.
- Il est aussi utilisé dans le jeu Payday 2 comme arme secondaire.
- Il est également trouvable dans les fichiers de textures de la version Pré-Alpha de Rainbow Six 3 : Raven Shield distribuée en exclusivité au journalistes de PC Jeux en 2003 ce qui a donné lieu à un débat de plusieurs mois parmi les spécialistes en armes virtuelles accros aux encyclopédies en ligne.
- Il est l'une des armes secondaire du jeu Call of Duty : Black Ops II.
- Il est l'une des armes secondaire du jeu Call of Duty: Modern Warfare 3.

Il apparaît également dans les jeux vidéo Ghost Recon : Future Soldier et Wildlands.
- Il est l'une des armes de poing utilisable par les opérateurs du FBI SWAT dans Rainbow Six | Siege.
- Il apparaît dans le jeu DoorKicker au côté de dizaine d'autres armes de poing.
- Il est également disponible dans le jeu Resident Evil 4 sous le nom de "Punisher" et peut être obtenu gratuitement.
- Il apparait aussi dans le jeu Escape from Tarkov.
- Il est aussi utilisé dans le jeu

VR         pavlov.

## Sources
Cette notice est issue de la lecture des revues spécialisées de langue française suivantes :
- Cibles (Fr)
- AMI/ArMI/Fire (B)
- Gazette des armes (Fr) , notamment HS No 15
- Action Guns (Fr)